# گوگینگن
گوگینگن (به آلمانی: Göggingen) یک شهر در آلمان است که در استالبکرایس واقع شده‌است.